# Давид Хочолава
Дави́д Хочола́ва (груз. დავით ხოჭოლავა (Давіт Хочолава); нар. 8 лютого 1993, Тбілісі, Грузія) — грузинський футболіст, захисник данського «Копенгагена» та національної збірної Грузії.

## Клубна кар'єра
Народився 8 лютого 1993 року у Тбілісі. На Батьківщині виступав у командах «Саско» (Тбілісі), «Металург» (Руставі), «Сіоні» (Болнісі), «Динамо» (Тбілісі), «Колхеті-1913» (Поті), «Шукура» (Кобулеті). У Вищому дивізіоні провів 19 матчів, у європейських кубках — 3.
У липні 2015 року уклав дворічний контракт з українським клубом — одеським «Чорноморцем». 18 липня того ж року провів перший матч у команді «моряків» в українській Прем'єр-лізі, вийшовши проти донецького «Олімпіка» у стартовому складі.
11 квітня 2017 року Давид Хочолава підписав з донецьким «Шахтарем» контракт на 5 років. Футболіст приєднався до «гірників» у сезоні 2017/18.
6 липня 2021 став гравцем «Копенгагена», підписавши контракт з клубом на 4 роки. Трансфер обійшовся данцям у 2 млн євро відразу і ще 2 млн можливими бонусами. В Україні за невиплату коштів по трансферу посередникам супроти данського клубу та Д. Роммедаля було відкрито відповідну справу.

## Кар'єра в збірних
Із 2009 по 2012 рік виступав за юнацькі команди різних вікових категорій та молодіжну збірну Грузії. Наприкінці серпня 2016 року Хочолава отримав перший у кар'єрі виклик до національної збірної Грузії. 23 січня 2017 року провів свій перший матч у складі національної збірної Грузії.

## Досягнення

### Командні
- Чемпіонат Грузії
  -  Чемпіон (1): 2012-13

- Кубок Грузії
  -  Володар (1): 2012-13

- Суперкубок Грузії
  -  Володар (1): 2010
  -  Фіналіст (1): 2013
- Чемпіонат України
  -  Чемпіон (3): 2017-18, 2018-19, 2019-20
- Кубок України
  -  Володар (2): 2017-18, 2018-19

- Суперкубок України
  -  Володар (1): 2017

- Чемпіонат Данії
  -  Чемпіон (2): 2021-22, 2022-23
- Кубок Данії
  -  Володар (1): 2022-23

### Індивідуальні
- У списках найкращих футболістів України: 2016/17.